# My Man Jeeves
My Man Jeeves is een verhalenbundel geschreven door P.G. Wodehouse, voor het eerst gepubliceerd in het Verenigd Koninkrijk in mei 1919 door George Newnes. Van de acht verhalen in de bundel draait de helft om de populaire personages Jeeves en Bertie Wooster, terwijl de andere verhalen betrekking hebben op Reggie Pepper, een vroeg prototype voor Bertie Wooster. Voor de publicatie van het boek verschenen de verhalen in The Strand. 
Deze verhalen werden later herzien en opnieuw gepubliceerd in de korteverhalenbundel Carry On, Jeeves uit 1925. Eén van de Reggie Pepper-verhalen uit deze bundel werd herschreven als een Jeeves-verhaal en werd eveneens opgenomen in Carry On, Jeeves.
Jeeves en Wooster maakten hun eerste verschijning in het kortverhaal Extricating Young Gussie, dat in 1915 in de Saturday Evening Post werd gepubliceerd en later werd opgenomen in The Man with Two Left Feet.
De inhoud van My Man Jeeves omvat verhalen zoals Leave it to Jeeves, Jeeves and the Unbidden Guest, Jeeves and the Hard-boiled Egg, Absent Treatment, Helping Freddie, Rallying Round Old George, Doing Clarence a Bit of Good en The Aunt and the Sluggard.